# Ascorhynchus athernum
Ascorhynchus athernum là một loài nhện biển trong họ Ascorhynchidae. Loài này thuộc chi Ascorhynchus. Ascorhynchus athernum được miêu tả khoa học năm 1982 bởi Child.